# قسطنطين روميرو
قسطنطين روميرو (بالإسبانية: Constantino Romero)‏ هو مقدم تلفزيوني وممثل إسباني، ولد في 29 مايو 1947 في إسبانيا، وتوفي في 12 مايو 2013 ببرشلونة في إسبانيا.

## وصلات خارجية
- قسطنطين روميرو على موقع IMDb (الإنجليزية)
- قسطنطين روميرو على موقع ألو سيني (الفرنسية)
- قسطنطين روميرو على موقع قاعدة بيانات الفيلم (الإنجليزية)
- قسطنطين روميرو على موقع ANN person (الإنجليزية)